# سفينة حربية ثانوية التسليح

شكل توضيحي للبطاريات الرئيسية والثانوية على
الرئيسية: الأحمر
الثانوية: الأزرق

يتكون التسلح الثانوي للسفينة الحربية من أسلحة أصغر وأسرع بمعدل إطلاق نار تكون فعالة عادة في نطاق أقصر من الأسلحة الرئيسية (الثقيلة). تغيرت طبيعة الأسلحة الثانوية والتخلص منها وحجمها والغرض منها تغيراً جذرياً حيث تغير التهديد من قوارب الطوربيد إلى المدمرات الحاملة للطوربيدات إلى الطائرات وإلى الصواريخ المضادة للسفن.

## عصر ما قبل-دريدنوت البحرية
تم تجهيز ما بارجة ما قبل-دريدنوت، من الفترة 1890 إلى 1905، عادة مع 3 أو 4 عيارات مختلفة من الأسلحة. كانت المدافع الرئيسية عادة ما يقرب من عيار 12 بوصة، والأسلحة الثانوية عادة 6 بوصة ولكن عادة في نطاق 5 بوصة إلى 7.5 بوصة. عادة ما تعتبر البنادق الأصغر من 4.7 بوصة «ثلاثية». (حملت العديد من المدافع المسبقة أيضًا بنادق «ثانوية» من 9.2 إلى 10 بوصة، لكن عادةً ما يتم التعامل معها كسلاح رئيسي من عيار مختلط.)
تطلق البنادق الثانوية «النيران بسرعة»، ويمكنها إطلاق 5 إلى 10 طلقة في الدقيقة. هذه السمة، بدلاً من قوتها المدمرة أو دقتها، هي التي قدمت القيمة العسكرية. كانت البنادق الثانوية تحمل في جميع أنحاء العالم تقريبًا في " كاسيمات "، أو جدار مدرع طويل من خلاله تحمى بطارية البنادق.
وقد صممت هذه الأسلحة لإطلاق النار على أهداف سفينة العاصمة وأهداف أصغر مثل طوربيد الطائرات والمدمرات.

## عصردريدنوت

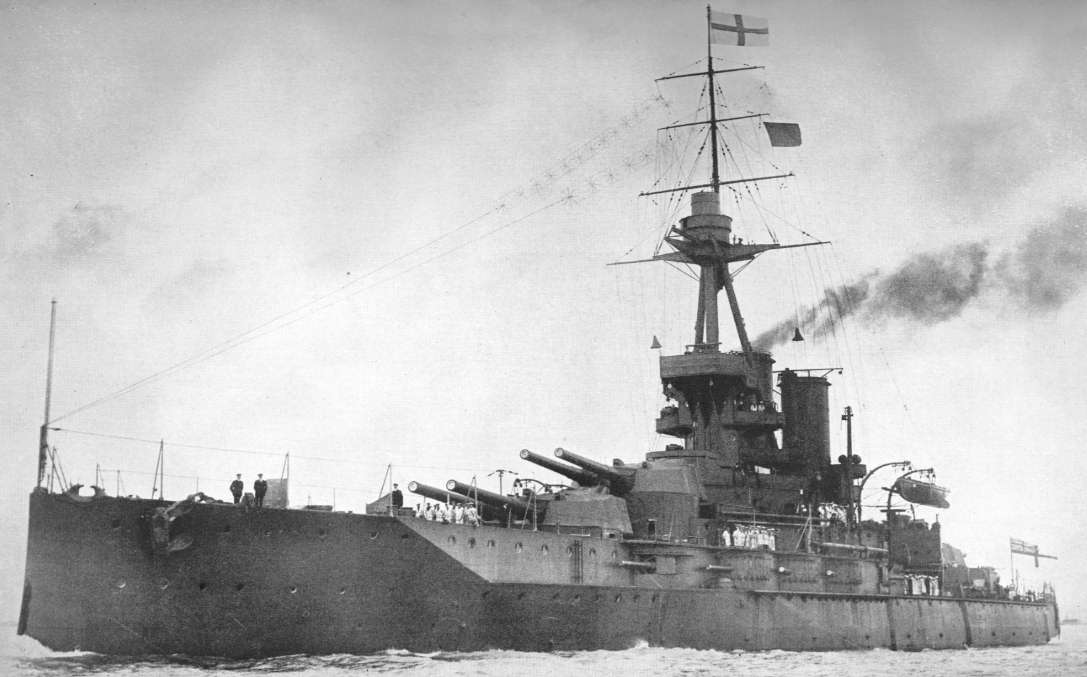
بتسليح ثانوي في مكمن جنبا إلى جنب مع السفينة

تميزت دريدنوت بتسليح «كل الأسلحة الكبيرة». على نطاق واسع، يمتد هذا العصر من عام 1906، حتى عصر البوارج، إلى نهاية الحرب العالمية الأولى.